# Lopen
Lopen est une paroisse civile et un village du Somerset, en Angleterre.